# Équipe de France féminine de basket-ball en 2018

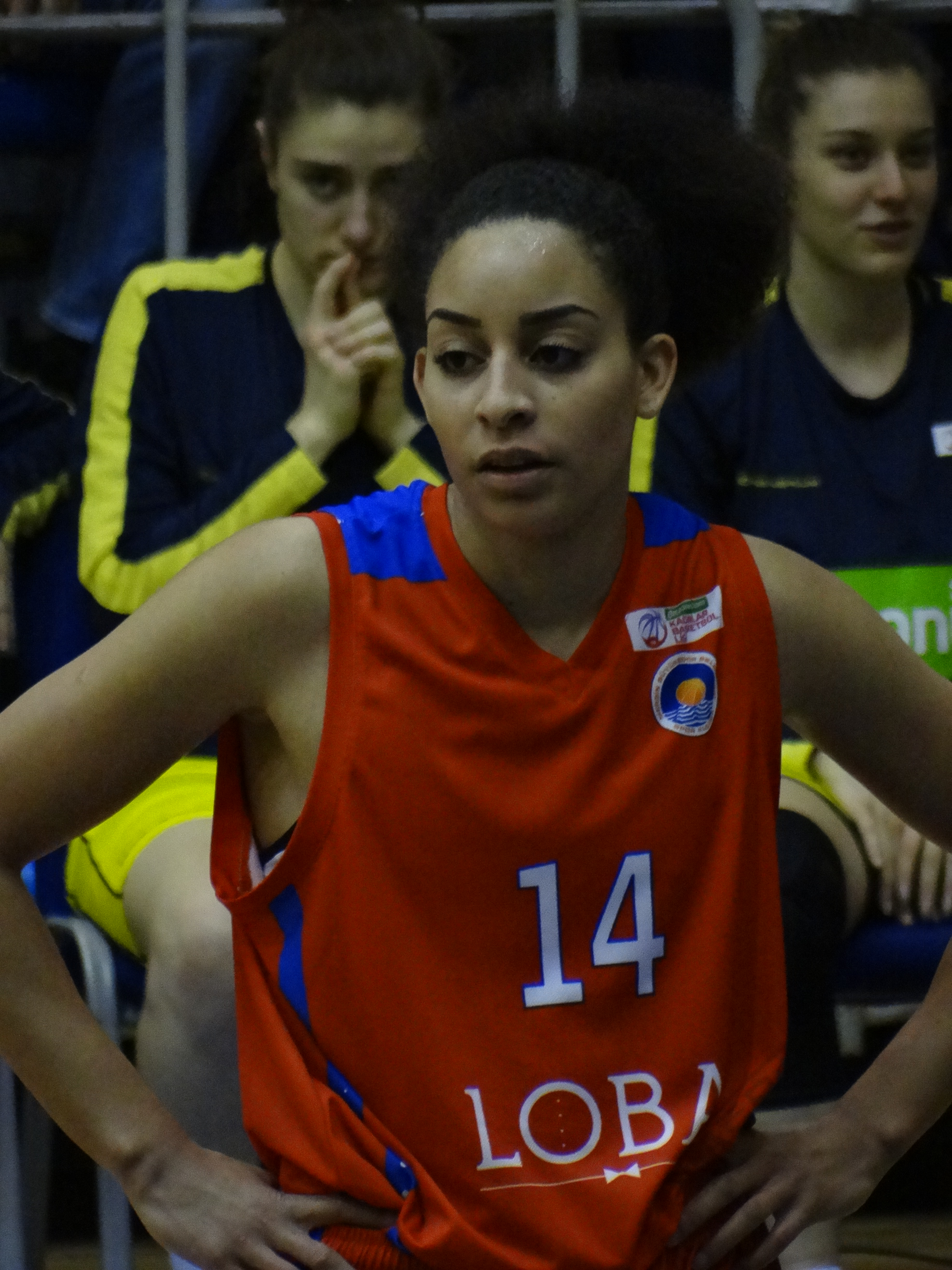
En novembre, la franco-américaine Bria Hartley fait ses débuts sous le maillot bleu.

L'équipe de France commence sa saison 2018 par les qualifications pour le championnat d'Europe 2019 avec une défaite et une victoire, mais s'impose facilement pour les quatre rencontres programmées en 2019 et décrochent la première place de leur groupe, ce qui les qualifie directement pour l'Euro 2019. En septembre, la France obtient une honorable cinquième place à la Coupe du monde.

## Contexte
Le tirage au sort les oppose à la Roumanie, à la Finlande et la Slovénie, équipe que les Bleues n'ont battu l'été 2017 que de deux points (70-68). Les premiers de chaque groupe, ainsi que les six meilleurs deuxièmes seront qualifiés pour l'Euro. Les rencontres qualificatives sont programmées du 6 au 16 novembre 2017 (2 victoires), du 5 au 15 février 2018 et du 12 au 22 novembre 2018.

## Qualifications pour le championnat d'Europe 2019

### Fenêtre de février 2018
| Date       | Lieu  | Adversaire | Score   | Compétition   | Meilleure marqueuse (France) |
| ---------- | ----- | ---------- | ------- | ------------- | ---------------------------- |
| 10 février | Celje | Slovénie   | D 62-68 | Qualification | Sandrine Gruda (24 points)   |
| 14 février | Brest | Finlande   | V 90-49 | Qualification | Sandrine Gruda (27 points)   |

Valérie Garnier annonce en janvier une présélection de 14 joueuses comprenant 9 des 12 joueuses utilisées pour les deux premières rencontres qualificatives (donc sans la MVP en titre du championnat Amel Bouderra, Aby Gaye et Marielle Amant) alors que Marième Badiane, Adja Konteh et Alix Duchet brigueront une de leurs premières sélections. Hhadydia Minte blessée, elle est remplacée par Lisa Berkani qui dispose de sa première occasion de jouer en bleu après une première présélection en 2017 empêchée par une blessure.
Olivia Époupa (6 points, 9 rebonds, 8 passes décisives) et Sandrine Gruda (24 points, 4 rebonds) à la finition, ce qui conduit les Bleues à un plus 10 après un peu plus de 5 minutes de jeu. Bien que privées d'Eva Lisec et Nika Baric sur blessure, les Slovènes resserrent leur défense et Shante Evans (14 points, 12 rebonds) et Tina Trebec (11 points, 5 rebonds) trouvent des failles pour mener de 4 points à la pause (38-34). Bien que supérieures athlétiquement et physiquement à l'intérieur, les Françaises concèdent 8 rebonds offensifs en première mi-temps. L'écart grimpe même à 48-40 (25e) avant qu'Héléna Ciak (6 points, 4 rebonds) ne réduise le débours. La dernière période commence par un 7 à 0 des Slovènes. Olivia Époupa et Endéné Miyem (5 points, 3 rebonds) réagissent pour ramener les Bleues à deux longueurs (64-62) à moins de deux minutes du coup de sifflet final, mais leurs adversaires dont Teja Oblak (18 points) négocient mieux les dernières possessions,.
Devant un public brestois venu en nombre (4 902 spectateurs), les Bleues sont restées dans les standards du match aller (103-44) pour s'imposer 90 à 40. Après quelques hésitations, la France se lance bien dès le premier quart temps (22-8, (10e). Avec Sandrine Gruda (27 points, 12/16 aux tirs, 4 passes et 4 rebonds) qui inscrit 11 points en 7 minutes. Avec Marine Johannès (11 points, 6 passes et 5 rebonds) et Diandra Tchatchouang (12 points, 2 passes et 4 rebonds), l'écart se creuse (38-18, (16e)) ce qui permet à Alix Duchet (2 points, 2 passes et 3 rebonds)de faire ses débuts internationaux et la brestoise Marième Badiane (0 point, 1 passe et 4 rebonds) d'être ovationnée pour son entrée en jeu. Au retour de la pause (44-23), les Scandinaves encaissent un 22 à 0 (62-26, (26e)) et la France s'impose sans se relâcher. Les derniers matchs de qualification auront lieu en novembre 2018, quelques semaines après la Coupe du monde organisée en Espagne,.
| Poste      | Joueuse              | Naissance        | Taille | matchs | points | Club 2017-2018              |
| ---------- | -------------------- | ---------------- | ------ | ------ | ------ | --------------------------- |
| ailière    | Valériane Ayayi      | 29 avril 1994    | 1,84 m | 2      | 14     | Bourges                     |
| ailière    | Marième Badiane      | 24 novembre 1994 | 1,90 m | 1      | 0      | Lyon ASVEL                  |
| meneuse    | Romane Bernies       | 27 juin 1993     | 1,70 m | 2      | 8      | Lattes Montpellier          |
| meneuse    | Lisa Berkani         | 19 mai 1997      | 1,76 m | 1      | 0      | USO Mondeville              |
| ailière    | Alexia Chartereau    | 5 septembre 1998 | 1,89 m | 2      | 7      | Bourges                     |
| intérieure | Helena Ciak          | 15 décembre 1989 | 1,95 m | 2      | 16     | Dynamo Koursk               |
| meneuse    | Alix Duchet          | 30 décembre 1997 | 1,63 m | 1      | 2      | Cavigal Nice                |
| meneuse    | Olivia Époupa        | 30 avril 1994    | 1,65 m | 2      | 9      | Galatasaray                 |
| pivot      | Sandrine Gruda       | 25 juin 1987     | 1,93 m | 2      | 51     | Université du Proche-Orient |
| arrière    | Marine Johannès      | 21 janvier 1995  | 1,77 m | 2      | 15     | Bourges                     |
| ailière    | Adja Konteh          | 5 mars 1992      | 1,80 m | 1      | 0      | Tarbes                      |
| ailière    | Sarah Michel         | 10 janvier 1989  | 1,80 m | 2      | 2      | Bourges                     |
| intérieure | Hhadydia Minte       | 16 mars 1991     | 1,87 m |        |        | Flammes Carolo              |
| intérieure | Nwal-Endéné Miyem    | 15 mai 1988      | 1,88 m | 2      | 13     | Famila Schio                |
| ailière    | Diandra Tchatchouang | 14 juin 1991     | 1,89 m | 2      | 15     | Bourges                     |

### Fenêtre de novembre 2018
| Date        | Lieu                 | Adversaire | Score   | Compétition   | Meilleure marqueuse (France) |
| ----------- | -------------------- | ---------- | ------- | ------------- | ---------------------------- |
| 17 novembre | Cluj-Napoca          | Roumanie   | V 90-61 | Qualification | Héléna Ciak (15 points)      |
| 21 novembre | Charleville-Mézières | Slovénie   | V 88-44 | Qualification | Endy Miyem (17 points)       |

| Poste      | Joueuse                | Naissance         | Taille | matchs | points | Club 2018-2019     |
| ---------- | ---------------------- | ----------------- | ------ | ------ | ------ | ------------------ |
| ailière    | Valériane Ayayi        | 29 avril 1994     | 1,84 m | 2      | 18     | USK Prague         |
| ailière    | Marième Badiane        | 24 novembre 1994  | 1,90 m | 1      | 4      | Lyon ASVEL         |
| meneuse    | Romane Bernies         | 27 juin 1993      | 1,70 m | 2      | 2      | Lattes Montpellier |
| ailière    | Alexia Chartereau      | 5 septembre 1998  | 1,89 m | 2      | 16     | Bourges            |
| intérieure | Héléna Ciak            | 15 décembre 1989  | 1,95 m | 2      | 16     | Lattes Montpellier |
| meneuse    | Alix Duchet            | 30 décembre 1997  | 1,63 m |        |        | Lattes Montpellier |
| meneuse    | Olivia Époupa          | 30 avril 1994     | 1,65 m | 2      | 5      | Beşiktaş           |
| pivot      | Aby Gaye               | 3 février 1995    | 1,95 m |        |        | Tarbes             |
| pivot      | Sandrine Gruda         | 25 juin 1987      | 1,93 m | 2      | 19     | Famila Schio       |
| arrière    | Bria Hartley           | 30 septembre 1992 | 1,73 m | 2      | 25     | Fenerbahçe         |
| arrière    | Marine Johannès        | 21 janvier 1995   | 1,77 m | 2      | 21     | Bourges            |
| ailière    | Sarah Michel           | 10 janvier 1989   | 1,80 m | 2      | 14     | Bourges            |
| intérieure | Marie-Michelle Milapie | 6 février 1996    | 1,92 m | 1      | 2      | Basket Landes      |
| intérieure | Nwal-Endéné Miyem      | 15 mai 1988       | 1,88 m | 2      | 28     | Lattes Montpellier |
| ailière    | Diandra Tchatchouang   | 14 juin 1991      | 1,89 m | 2      | 8      | Lattes Montpellier |

Dans sa présélection, Valérie Garnier renouvelle sa confiance aux douze mêmes joueuses ayant disputé la Coupe du Monde, complété par Aby Gaye (Tarbes) remise de sa blessure, Marie-Michel Milapie (Basket Landes) et pour la première fois la binationale Bria Hartley.
À Cluj, les  prennent un bon départ avec Ashley Walker et Gabriela Mărginean en profitant d'une défense française trop permissive. Les Tricolores reviennent en fin de 1er quart sous l'impulsion de Chartereau, Johannes et Ciak pour virer en tête (21-18) au terme du premier quart temps. Au second quart temps, le collectif bleu (12 passes décisives) creuse l'écart  (42-31) malgré Irina Parau et Ancuta Stoenescu.
En deuxième mi-temps, les Françaises retrouvent leur efficacité défensive avec des interceptions de Michel et Miyem alors  qu'Ayayi et la capitaine Miyem enquillent les paniers. Pour sa première sélection tricolore, Bria Hartley réussit de belles pénétrations et scelle le sort de la rencontre (69-45 à la 30e minute). La victoire acquise, les Françaises déroulent en dernière période pour s'impose 90 à 61,.
Pour la dernière journée décisive pour la première place du groupe à Charleville-Mézières face à la Slovénie (qui avait battu la France au match aller), les Bleues s'imposent avec panache 88 à 44. Endéné Miyem inspirée en attaque (17 points, 11 rebonds en 21 minutes) et les siennes créent un écart de 22 points (31-9) dès le premier quart temps. La période suivante voit s'illustrer Bria Hartley qui réalise même un très bon relais (7 points à 100 %, 3 passes en 7 minutes de jeu) pour suppléer Olivia Epoupa. Sandrine Gruda (11 points, 4 rebonds et 4 passes) domine allègrement à l'intérieur. Seule l’arrière Annamaria Prezelj (7 points) tente de mener une réaction slovène (47-18, 20’). Les visiteuses relèvent la tête en deuxième mi-temps mais le duo Hartley (16 points, 3 rebonds et 5 passes) - Johannes (11 points et 3 passes) fonctionne parfaitement et les Bleues gardent le contrôle de la partie (71-33). Dans la dernière période, Marie-Michelle Milapie (2 points et 3 rebonds en 5') marque ses premiers points en bleu,.

## Coupe du monde 2018
Les Bleues préparent la Coupe du monde en alternant stages de préparation et tournois amicaux avec un premier rassemblement à Saint-Girons du 30 juillet au 6 août, suivi d'un deuxième à Anglet du 10 au 19 août qui se conclut par deux rencontres amicales face aux Italiennes. Le troisième stage est programmé du 26 au 30 août à Lyon, suivi de deux rencontres en Espagne avant un retour à Lyon du 2 au 5 septembre. L'équipe enchaîne avec deux rencontres à Paris, puis se retrouve à Antibes du 13 au 14 septembre suivi de trois jours de compétition avant le départ le 18 septembre pour Tenerife où la compétition officielle se déroule du samedi 22 au dimanche 30 septembre. 
Valérie Garnier convoque 17 joueuses pour la préparation, Endy Miyem retenue en WNBA devant rejoindre le groupe ultérieurement.Insuffisamment remise d'une opération de la cheville, Aby Gaye doit renoncer en juillet 2018 à la préparation de la Coupe du monde 2018. Aby Gaye ne peut rejoindre le camp d’entraînement, insuffisamment remise d'une blessure. Le 19 août, Valérie Garnier se sépare d'Amel Bouderra, Adja Konteh et Marie-Michelle Milapie. Le 3 septembre, Lisa Berkani et Laëtitia Kamba sont les deux dernières récalées de la sélection finale.
| Date          | Lieu              | Adversaire | Score   | Compétition | Meilleure marqueuse (France)                |
| ------------- | ----------------- | ---------- | ------- | ----------- | ------------------------------------------- |
| 20 août       | Anglet            | Italie     | V 74-43 | Préparation | Sandrine Gruda (19 points)                  |
| 21 août       | Anglet            | Italie     | V 74-53 | Préparation | Sandrine Gruda (19 points)                  |
| 31 août       | Valence (Espagne) | Lettonie   | V 82-66 | Préparation | Marine Johannès, Sandrine Gruda (16 points) |
| 1er septembre | Valence           | Espagne    | D 54-65 | Préparation | Sandrine Gruda (13 points)                  |
| 7 septembre   | Paris             | Lettonie   | V 74-64 | Préparation | Alexia Chartereau (18 points)               |
| 8 septembre   | Paris             | Australie  | V 85-77 | Préparation | Nwal-Endéné Miyem (19 points)               |
| 15 septembre  | Antibes           | Sénégal    | V 67-54 | Préparation | Héléna Ciak (11 points)                     |
| 16 septembre  | Antibes           | Canada     | V 72-68 | Préparation | Marine Johannès (16 points)                 |
| 17 septembre  | Antibes           | États-Unis | D 60-77 | Préparation | Sandrine Gruda (12 points)                  |

| Poste         | Joueuse                | Naissance        | Taille | matchs | points | Club 2017-2018              |
| ------------- | ---------------------- | ---------------- | ------ | ------ | ------ | --------------------------- |
| ailière       | Valériane Ayayi        | 29 avril 1994    | 1,84 m | 16     | 96     | Bourges                     |
| ailière       | Marième Badiane        | 24 novembre 1994 | 1,90 m | 12     | 22     | Lyon ASVEL                  |
| meneuse       | Romane Bernies         | 27 juin 1993     | 1,70 m | 15     | 39     | Lattes Montpellier          |
| ailière       | Alexia Chartereau      | 5 septembre 1998 | 1,89 m | 16     | 134    | Bourges                     |
| intérieure    | Héléna Ciak            | 15 décembre 1989 | 1,95 m | 12     | 89     | Dynamo Koursk               |
| meneuse       | Alix Duchet            | 30 décembre 1997 | 1,63 m | 15     | 27     | Cavigal Nice                |
| meneuse       | Olivia Époupa          | 30 avril 1994    | 1,65 m | 14     | 83     | Galatasaray                 |
| pivot         | Sandrine Gruda         | 25 juin 1987     | 1,93 m | 16     | 206    | Université du Proche-Orient |
| arrière       | Marine Johannès        | 21 janvier 1995  | 1,77 m | 16     | 189    | Bourges                     |
| ailière       | Sarah Michel           | 10 janvier 1989  | 1,80 m | 14     | 76     | Bourges                     |
| intérieure    | Nwal-Endéné Miyem      | 15 mai 1988      | 1,88 m | 15     | 135    | Famila Schio                |
| ailière       | Diandra Tchatchouang   | 14 juin 1991     | 1,89 m | 14     | 73     | Bourges                     |
| meneuse       | Lisa Berkani           | 19 mai 1997      | 1,76 m | 4      | 1      | USO Mondeville              |
| meneuse       | Amel Bouderra          | 26 mars 1989     | 1,63 m |        |        | Flammes Carolo              |
| ailière       | Laëtitia Kamba         | 10 janvier 1987  | 1,87 m | 4      | 4      | Villeneuve-d'Ascq           |
| arrière       | Adja Konteh            | 5 mars 1992      | 1,80 m |        |        | Tarbes                      |
| ailière forte | Marie-Michelle Milapie | 6 janvier 1996   | 1,92 m |        |        | Basket Landes               |
| pivot         | Aby Gaye               | 3 janvier 1995   | 1,95 m |        |        | Tarbes                      |

| Date         | Lieu               | Adversaire   | Score   | Compétition         | Meilleure marqueuse (France)  |
| ------------ | ------------------ | ------------ | ------- | ------------------- | ----------------------------- |
| 22 septembre | Tenerife (Espagne) | Corée du Sud | V 89-58 | Premier tour        | Marine Johannès (19 points)   |
| 23 septembre | Tenerife           | Grèce        | V 75-71 | Premier tour        | Nwal-Endéné Miyem (20 points) |
| 25 septembre | Tenerife           | Canada       | D 60-71 | Premier tour        | Sandrine Gruda (14 points)    |
| 26 septembre | Tenerife           | Turquie      | V 78-61 | Huitième de finale  | Sandrine Gruda (20 points)    |
| 28 septembre | Tenerife           | Belgique     | D 65-86 | Quart de finale     | Marine Johannès (17 points)   |
| 29 septembre | Tenerife           | Nigeria      | V 84-62 | Match de classement | Héléna Ciak (16 points)       |
| 30 septembre | Tenerife           | Chine        | V 81-67 | Match de classement | Sandrine Gruda (16 points)    |

Pour son entrée dans la compétition, les Françaises affrontent les Sud-Coréennes, seule équipe de la compétition avec les Américaines à disputer leur quinzième compétition successive. Cinq fois en demi-finales (1967, 1971, 1979, 1983 et 2002), les Sud-Coréennes son maintenant régulièrement dominées par les Japonaises, les Chinoises et les Australiennes depuis leur entrée dans les compétitions asiatiques. Les deux atouts majeurs des Coréennes sont leur jeune pivot WNBA Park Ji-Su (1,95 m) et l'expérimentée extérieure Yung Hui Lim. Les Coréennes prennent le meilleur départ pour mener 23 à 18 à la fin du premier quart temps grâce à la réussite de Kim Danbi (13 points), mais par la suite l'adresse extérieure lui fuit alors que les Tricolores imposent leur densité physique supérieure dans le jeu intérieur. Héléna Ciak (9 points, 10 rebonds, 2 passes décisives) domine sous les panneaux et Marine Joahnnès (19 points, 3 rebonds, 2 interceptions) marque quatre paniers primés pour permettre aux Bleues de remporter 25 à 18 le deuxième quart temps. Supérieures au rebond (50 contre 24), les Bleues s'envolent alors que Sandrine Gruda (12 points, 8 rebonds) est intenable, seule Park Ji-Su (15 points, 8 rebonds) pouvant soutenir la comparaison dans un match remporté 89 à 58,. Face à la Grèce, la France démarre bien la rencontre, mais n'inscrit qu'un seul tir de champ lors du deuxième quart temps. Evanthía Máltsi (28 points, 3 rebonds, 2 passes décisives) compte déjà 18 points inscrits à la pause et l'ancienne berruyère Stylianí Kaltsídou (9 points, 5 rebonds, 5 fautes) n'a rien perdu de sa combativité. Les deux équipes se rendent coup pour coup avec l'inattendue Pinelopi Pavlopoulou (8 points, 2 rebond) end. Les deux équipes sont encore à égalité dans la dernière minute, mais C'est Olivia Epoupa (7 points, 5 rebonds, 4 passes décisives, 2 interceptions) et Endy Miyem (20 points, 3 rebonds) gèrent bien les dernières possessions pour l'emporter dans un duel épique,. Lors du dernier match de poule, la France s'incline 60 à 71 face au Canada. Elle domine bien en début de rencontre avec une Olivia Epoupa offensive (13 points, 7 rebonds, 3 passes décisives, 3 interceptions) face à Nirra Fields (5 points, 2 interceptions) et une bonne collective à l'image de Marine Johannès (7 points) qui provoque un passage en force de Natalie Achonwa (9 points, 10 rebonds, 3 passes décisives). Les Canadiennes repassent à l'offensive lors du troisième quart temps avec Achonwa et Shay Colley (12 points, 3 rebonds) puis le jeu français se délite dans la dernière période malgré Sandrine Gruda (14 points, 8 rebonds, 3 passes décisives) : Nayo Raincock-Ekunwe (13 points, 10 rebonds) et Kia Nurse (18 points, 6 passes décisives) creusent l'écart,.
Dans cette rencontre où les intérieures des deux camps se sont mises en valeur, le score reste équilibré jusqu'au début de la seconde mi-temps où Sandrine Gruda  (20 points à 9/10, 7 rebonds en 22 minutes) et Endy Miyem (18 points, 5 rebonds) prennent le meilleur sur Tilbe Senyurek (12 points, 5 rebonds) et Quanitra Hollingsworth (19 points, 8 rebonds), notamment après la quatrième faute de cette dernière. les Bleues l'emportent 78 à 61,. En quart de finale, les Belges dominent les Françaises 86 à 65. La fluidité du jeu des Belgian Cats permet aux arrières belges de se mettre en valeur : Julie Vanloo (10 points), Marjorie Carpréaux (5 points, 4 passes décisives) et Julie Allemand (11 points, 13 passes décisives, 2 rebonds). La domination intérieure d'Emma Meesseman (16 points, 9 rebonds, 3 interceptions) ajoutée fait que les Françaises comptent déjà 20 points de retard à la pause. Une réaction de Marine Johannès (17 points, 3 rebonds, 3 passes décisives) et d'Endy Miyem (15 points, 5 rebonds) entretient l'illusion réduisant l'écart de 28 à 10 unités, mais les Belges de Kim Mestdagh (23 points, 6 rebonds, 3 passes décisives) reprennent de l'allant que les Tricolores perdent des ballons décisifs,. Cette défaite irrite le président de la Fédération Jean-Pierre Siutat qui réagit dans la presse : « Je suis très déçu de ce qui s'est passé face à la Belgique (...) Je savais que la Belgique a une très belle équipe, mais je ne trouve pas normal d'être si dominé, sans aucune révolte, en première mi-temps. Je suis très, très déçu et c'est pour cela que j'ai souhaité parler à l'équipe samedi. Il faut que certaines joueuses fassent la différence entre être une bonne joueuse et une grande joueuse. Ce que l'Espagne a montré, cette fierté, c'est cela que nous attendons d'une grande équipe par rapport à une bonne équipe. »
Lors du premier match de classement, le Nigeria prend le meilleur départ avec Atonye Nyingifa (12 points, 3 rebonds) et Adaora Elonu (15 points, 5 rebonds), mais Sandrine Gruda (15 points, 5 rebonds) et Sarah Michel (12 points, 2 rebonds, 4 passes décisives, 3 interceptions) puis  Héléna Ciak (16 points, 5 rebonds, 3 contres) réagissent. Après la pause, l'écart passe les dix points. Evelyn Akhator (9 points, 6 rebonds) ne peut contenir des Bleues au banc supérieur (46 points contre 21), Marième Badiane (5 points) marquant pour la première fois du tournoi pour porter l'écart au-delà des 20 points. La France l'emporte 81 à 67 sur la Chine pour accéder à la cinquième place du tournoi, meilleur classement avec 2006 hormis la médaille de 1953. Les Chinoises ont pourtant compté jusqu'à 14 points d'avance (13-27, 8e) avant que la France ne bloque l'accès à son panier pendant 10 minutes afin de refaire son retard puis passer devant. Alexia Chartereau s'est illustrée (10 points, 6 rebonds), tout comme Marine Johannès (11 points, 3 rebonds, 4 passes décisives) face à Li Yuan (8 points, 6 passes décisives, 2 interceptions), alors que Sandrine Gruda (16 points, 4 rebonds) et Héléna Ciak (6 points, 4 rebonds) contrôlaient les 2,05 m de Xu Han (1 point, 4 rebonds),.